# إل غران كارلماني
إل غران كارلماني (بالقطلونية الغربية: El Gran Carlemany، وتعني "شارلمان العظيم") هو النشيد الوطني لإمارة أندورا. وهو من تأليف الكاردينال خوان بينلوخ إي فيفو وألحان إنريك مارفاني بونس، الذي كان قسًا هو الآخر. اعتُمد نشيدًا وطنيًا لأندورا في 8 سبتمبر 1921 (اليوم الوطني لأندورا). وتشير كلمات النشيد إلى العديد من معالم التاريخ والثقافة الأندورية، مثل كونها وريثة الإمبراطورية الكارولنجية.

## ترجمة كلمات النشيد
شارلمان العظيم أبي

من العرب حررني

ومن السماء منحني الحياة

من ميريتشل، الأم العظيمة
ولدت أميرة، عذراء

محايدة بين أمتين

وأنا الابنة الوحيدة الباقية

للإمبراطورية الكارولنجية
مؤمنة وحرة لأحد عشر قرنًا

ومؤمنة وحرة سأظل

لتكن قوانين الأرض مرشدتي

وأمرائي حُماتي!

وأمرائي حُماتي!